# يو بي إس أرينا
يو بي أس أرينا (بالإنجليزية: UBS Arena)‏ هي ساحة داخلية متعددة الأغراض تقع في بلمونت بارك في إلمونت، نيويورك، بجوار حدود مدينة نيويورك مباشرة.